# Lista de municípios de Rondônia por área

Com uma área de quilômetros quadrados (km²), Rondônia ocupa 6,1749% da Região Norte e 2,7939% do território nacional

Esta é uma lista de todos os municípios do estado de Rondônia por área, segundo o quadro territorial vigente em 2019. Os dados são do Instituto Brasileiro de Geografia e Estatística (IBGE) e foram atualizados pela Portaria n° 177 de 15 de maio de 2020, publicada no Diário Oficial da União (DOU) em 19 de maio seguinte. Porto Velho, a capital, é o maior município do estado em tamanho territorial e, dentre as capitais estaduais, ocupa também a primeira posição, com mais de 34 mil km². Em média, um município de Rondônia possui área de 4 572,4085 km².
| Posição | Município                 | Área (km²) | % do estado |
| ------- | ------------------------- | ---------- | ----------- |
| 1       | Porto Velho               | 34 090,952 | 14,3381     |
| 2       | Guajará-Mirim             | 24 855,724 | 10,4539     |
| 3       | Vilhena                   | 11 699,15  | 4,9205      |
| 4       | São Francisco do Guaporé  | 10 959,767 | 4,6095      |
| 5       | Nova Mamoré               | 10 071,643 | 4,236       |
| 6       | Machadinho d'Oeste        | 8 509,27   | 3,5789      |
| 7       | São Miguel do Guaporé     | 7 460,219  | 3,1376      |
| 8       | Alta Floresta d'Oeste     | 7 067,025  | 2,9723      |
| 9       | Ji-Paraná                 | 6 896,649  | 2,9006      |
| 10      | Candeias do Jamari        | 6 843,868  | 2,8784      |
| 11      | Pimenta Bueno             | 6 240,94   | 2,6248      |
| 12      | Pimenteiras do Oeste      | 6 014,733  | 2,5297      |
| 13      | Chupinguaia               | 5 126,723  | 2,1562      |
| 14      | Governador Jorge Teixeira | 5 067,384  | 2,1313      |
| 15      | Costa Marques             | 4 987,177  | 2,0975      |
| 16      | Espigão d'Oeste           | 4 518,038  | 1,9002      |
| 17      | Ariquemes                 | 4 426,571  | 1,8617      |
| 18      | Itapuã do Oeste           | 4 081,58   | 1,7166      |
| 19      | Alto Alegre dos Parecis   | 3 958,273  | 1,6648      |
| 20      | Cujubim                   | 3 863,946  | 1,6251      |
| 21      | Cacoal                    | 3 792,892  | 1,5952      |
| 22      | Seringueiras              | 3 773,505  | 1,5871      |
| 23      | Campo Novo de Rondônia    | 3 442,005  | 1,4476      |
| 24      | Buritis                   | 3 265,809  | 1,3735      |
| 25      | Vale do Anari             | 3 135,106  | 1,3186      |
| 26      | Corumbiara                | 3 060,321  | 1,2871      |
| 27      | Alvorada d'Oeste          | 3 029,189  | 1,274       |
| 28      | Jaru                      | 2 944,128  | 1,2382      |
| 29      | Cerejeiras                | 2 783,3    | 1,1706      |
| 30      | Alto Paraíso              | 2 651,822  | 1,1153      |
| 31      | Parecis                   | 2 548,683  | 1,0719      |
| 32      | Theobroma                 | 2 197,413  | 0,9242      |
| 33      | Ouro Preto do Oeste       | 1 969,85   | 0,8285      |
| 34      | Cacaulândia               | 1 961,778  | 0,8251      |
| 35      | Monte Negro               | 1 931,378  | 0,8123      |
| 36      | Presidente Médici         | 1 758,465  | 0,7396      |
| 37      | Rio Crespo                | 1 717,64   | 0,7224      |
| 38      | Nova Brasilândia d'Oeste  | 1 703,008  | 0,7163      |
| 39      | Rolim de Moura            | 1 457,888  | 0,6132      |
| 40      | Colorado do Oeste         | 1 451,06   | 0,6103      |
| 41      | Cabixi                    | 1 314,352  | 0,5528      |
| 42      | Santa Luzia d'Oeste       | 1 197,796  | 0,5038      |
| 43      | Mirante da Serra          | 1 191,875  | 0,5013      |
| 44      | Vale do Paraíso           | 965,676    | 0,4061      |
| 45      | Castanheiras              | 892,841    | 0,3755      |
| 46      | Novo Horizonte do Oeste   | 843,446    | 0,3547      |
| 47      | Urupá                     | 831,857    | 0,3499      |
| 48      | Nova União                | 807,125    | 0,3395      |
| 49      | Ministro Andreazza        | 798,083    | 0,3357      |
| 50      | Primavera de Rondônia     | 605,692    | 0,2547      |
| 51      | São Felipe d'Oeste        | 541,647    | 0,2278      |
| 52      | Teixeirópolis             | 459,978    | 0,1935      |